# Draco palawanensis
Espèce
Draco palawanensis est une espèce de sauriens de la famille des Agamidae.

## Répartition
Cette espèce est endémique de Palawan aux Philippines. 

## Étymologie
Son nom d'espèce, composé de palawan et du suffixe latin -ensis, « qui vit dans, qui habite », lui a été donné en référence au lieu de sa découverte, Palawan.

## Publication originale
- McGuire & Alcala, 2000 : A taxonomic revision of the flying lizards (Iguania: Agamidae: Draco) of the Philippine Islands, with a description of a new species. Herpetological Monographs, vol. 14, p. 81-138.